# Hohentauern
Hohentauern est une commune ainsi qu'une petite station de ski, situées à 1 274 mètres d'altitude dans le district de Murtal dans l'ouest du Land de Styrie en Autriche.
La commune compte 433 habitants au 1er janvier 2015.
Le domaine skiable est très peu fréquenté. Cela peut s'expliquer autant par sa taille relativement faible par rapport aux stations de ski voisines, que par le manque de confort des remontées mécaniques le desservant (uniquement des téléskis).
Hohentauern est membre des regroupements de stations de ski Steiermark Joker et Murtaler Skiberge.